# آریادنه (امپراتریس)
آریادنه (یونانی: Ἀριάδνη؛ قبل از ۴۵۷ – ۵۱۵) امپراتریس اهل امپراتوری بیزانس بود. ملکه روم شرقی به عنوان همسر زنون (امپراتور بیزانس) و آناستاسیوس یکم بود. او به عنوان یک قدیس در کلیسای ارتدکس شرقی مورد احترام است و روز جشن او در ۲۲ اوت است.